# Rory Cleland
Rory Cleland – australijski zapaśnik walczący w obu stylach. Brązowy medalista mistrzostw Oceanii w 1996 roku.